# Ewa
Ewa és un districte de Nauru. Està ubicat al nord de l'illa. Té una superfície d'1,2 km² i una població de 300 habitants. Ewa és part de la subdivisió administrativa de Nauru d'Anetan.
El districte està a la part més septentrional de l'estat.

## Educació, empreses i esports
A Ewa hi ha el Kayser College

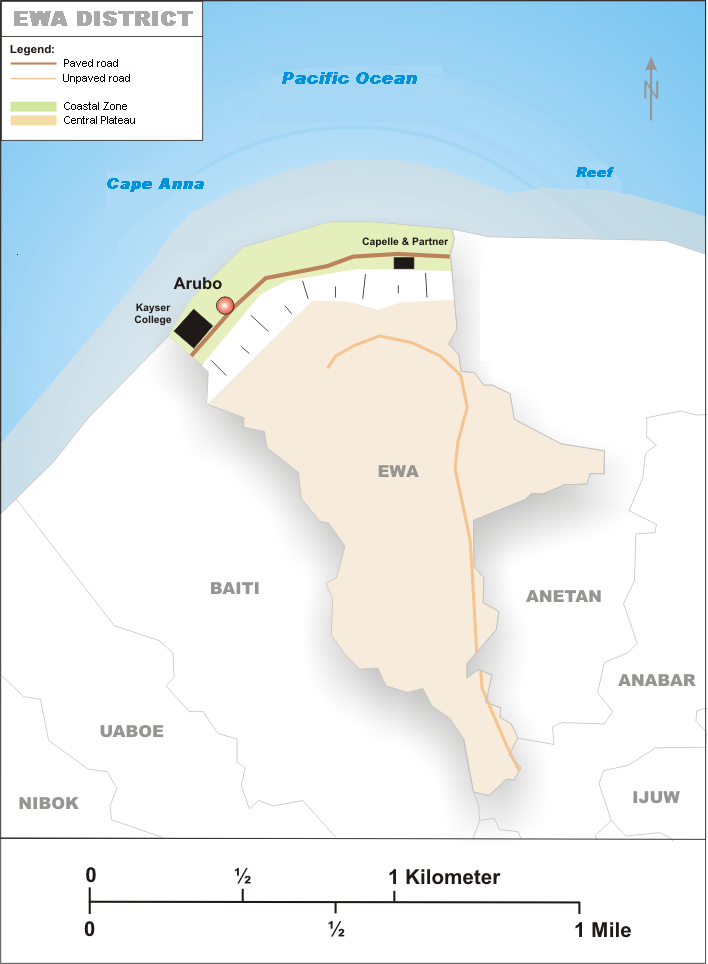
Mapa del distrito.

El supermercat més gran de Nauru està al districte: Capelle and Partner. A prop del supermercat hi ha un camp de futbol australià.

## Personalitat notables
- Marcus Stephen, president de Nauru des de 2007.